# Wilfried Rommel
Wilfried Rommel (* 27. November 1928 in Kaltennordheim; † 4. September 2002 in Leipzig) war ein deutscher Tierarzt.

## Leben
Von 1947 bis 1951 studierte er Veterinärmedizin an der Humboldt-Universität Berlin und von 1951 bis 1952 an der Tierärztlichen Hochschule Hannover. Nach dem tierärztlichen Staatsexamen 1952 an der Tierärztlichen Hochschule Hannover war er von 1969 bis 1974 Professor für Tropenveterinärmedizin am WB Tierproduktion und Veterinärmedizin im Institut für Tropische Landwirtschaft und Veterinärmedizin der Karl-Marx-Universität Leipzig. Von 1975 bis 1987 war er Professor für Tropenveterinärmedizin in der Fachgruppe Reproduktion landwirtschaftlicher Nutztiere an der Sektion Tierproduktion und Veterinärmedizin.

## Schriften
- Über Verteilung und Entwicklungsstärke der Hautdrüsen beim Sumpfbiber Myopotamus coypus. 1953.
- Klinische Diagnostik im Brunstzyklus des Rindes mit besonderer Berücksichtigung indirekter Methoden. 1961.
- Klinische Diagnostik am Genitale des weiblichen Rindes. Jena 1963.